# 広橋涼×長嶋はるか×悠りょう
広橋涼×長嶋はるか×悠りょう（ひろはしりょう×ながしまはるか×はるかりょう）は、超!A&G+で2010年10月6日から2012年9月26日まで超!A&G+で配信されていたラジオ番組。

## 番組概要

### パーソナリティ
- 広橋涼
- 長嶋はるか

### 配信時間
2010年10月6日 - 2012年3月28日
毎週水曜（火曜深夜）1:05 - 1:50（リピート配信：毎週水曜 15:05 - 15:50）
- 2011年4月6日は特番編成のため3:05 - 3:50に繰り下げて配信[要出典]。

　2012年4月4日 - 9月26日
　毎週水曜（火曜深夜）1:00 - 1:30（リピート配信：毎週水曜 15:00 - 15:30）
- 2012年7月31日分リピートは特番編成のため休止[要出典]。

## コーナー
女子 力子（じょし りょくこ）
リスナーに女子力UPの術を送ってもらい、世の中の女子が目標にするモデル女子 力子を作り上げる。後述の事情で2012年3月放送分をもってコーナー中断。
セリフをください
長嶋が描いたセリフの入っていない漫画のひとコマに合うナイスなセリフをリスナーに送ってもらう。2011年3月22日放送分をもって終了。
資格声優
広橋と長嶋がちゃんとした大人になるために、世の中にどんな資格があるのかを勉強する。中には番組スポンサーであるヒューマン・アカデミーで資格を取れる資格もあった。悠りょう応援隊の番組卒業や後述の事情で2012年3月28日放送分をもってコーナー終了。
ササギレ
リスナーが些細なことでキレてしまったエピソードを紹介
はるかん先生の開かない引き出し
明るい思い出がほとんど少ない長嶋の思い出を明るくさせるために毎回リスナーからテーマお題を募集し、長嶋の思い出を引き出しに開かせるべくリスナーと協力させるため奮闘するコーナー。

### 過去のコーナー
教えて!りえしょん先生
村川梨衣が、プロの合いの手インストラクター“りえしょん先生”に扮し、様々な楽曲に合いの手を入れて、レクチャーするコーナー。
洗濯物はどうやって干すべきか大論争

など

## 悠りょう応援隊
第1回から第78回（2012年3月27日放送分）まで番組のアシスタント的な役割を果たしていたのが、悠りょう応援隊で、第81回（2012年4月17日放送分）まで番組のスポンサーだったヒューマンアカデミーの生徒でもあった。このうち応援隊番号001の村川梨衣（=りえしょん）は第28回（2011年4月12日放送分）で応援隊を卒業したものの、別コーナーで隔週にレギュラー出演していた。悠りょう応援隊の出演者は「資格声優」のコーナーに週替わりでレギュラー出演していたほかにWEB配信限定の悠りょう応援隊のラジオにもレギュラーで出演していた。
- 応援隊番号001:村川梨衣（ニックネーム「りえしょん」）
- 応援隊番号002:寺本萌（ニックネーム「もえっきー」）
- 応援隊番号003:佐野春香（ニックネーム「はるかロイド」）
- 応援隊番号004:犬飼佐和子（ニックネーム「ぬかしゃん」）